# Варкари
Варкари (маратхи वारकरी «паломник») — индуистское вайшнавское религиозное движение бхакти. Географически распространено в индийских штатах Махараштра и Карнатака. Центральным объектом поклонения в традиции варкари является одна из форм Кришны — Витхоба. Основным местом паломничества для приверженцев этой традиции является город Пандхарпур в Махараштре, где установлено храмовое божество Витхобы. Известные святые этой традиции: Джнянешвар, Намдев, Тукарам, Чокхамела и Экнатх.
Варкари следуют строгим моральным принципам, воздерживаются от употребления алкоголя и табака, придерживаются строгой вегетарианской диеты по вторникам и четвергам, постятся в дни экадаши два раза в месяц. Варкари отвергают любые виды дискриминации, основанные на кастовом происхождении человека и его материальном благосостоянии. Духовная практика варакари состоит из ежедневного изучения священного текста «Харипатх» и регулярных бхаджанов и киртанов.